# Komaranahalli, Harapanahalli
Komaranahalli là một làng thuộc tehsil Harapanahalli, huyện Davanagere, bang Karnataka, Ấn Độ.